# François Hesnault
François Hesnault, francoski dirkač Formule 1, *30. december 1956, Neuilly-sur-Seine, Francija.
François Hesnault je upokojeni francoski dirkač Formule 1. Debitiral je v sezoni 1984, ko je ob kar enajstih odstopih na dirki za Veliko nagrado Nizozemske s sedmim mestom le za mesto zgrešil uvrstitev med dobitnike točk, a je dosegel svojo najboljšo uvrstitev v karieri. Še dvakrat je bil blizu točkam z osmima mestoma. V naslednji sezoni 1985 je nastopil na petih dirkah, toda ni dosegel uvrstitev, kasneje pa ni več dirkal v Formuli 1.

## Popolni rezultati Formule 1
(legenda) (odebeljene dirke pomenijo najboljši štartni položaj, poševne pa najhitrejši krog, †-uvrščen kljub odstopu)
| Leto | Moštvo                    | Šasija       | Motor            | 1       | 2       | 3       | 4       | 5       | 6       | 7       | 8        | 9       | 10     | 11    | 12    | 13    | 14      | 15    | 16      | Prv | Toč |
| ---- | ------------------------- | ------------ | ---------------- | ------- | ------- | ------- | ------- | ------- | ------- | ------- | -------- | ------- | ------ | ----- | ----- | ----- | ------- | ----- | ------- | --- | --- |
| 1984 | Ligier Loto               | Ligier JS23  | Renault V6 (t/c) | BRA Ret | JAR 10  | BEL Ret | SMR Ret | FRA DNS | MON Ret | KAN Ret | VZDA Ret | ZDA Ret | VB Ret | NEM 8 | AVT 8 | NIZ 7 | ITA Ret | EU 10 | POR Ret | NC  | 0   |
| 1985 | Motor Racing Developments | Brabham BT54 | BMW S4 (t/c)     | BRA Ret | POR Ret | SMR Ret | MON DNQ | KAN     | VZDA    | FRA     | VB       |         |        |       |       |       |         |       |         | NC  | 0   |
| 1985 | Equipe Renault Elf        | Renault RE60 | Renault V6 (t/c) |         |         |         |         |         |         |         |          | NEM Ret | AVT    | NIZ   | ITA   | BEL   | EU      | JAR   | AVS     | NC  | 0   |